# Passiflora sodiroi
Passiflora sodiroi är en passionsblomsväxtart som beskrevs av Hermann August Theodor Harms. Passiflora sodiroi ingår i släktet passionsblommor, och familjen passionsblomsväxter. Inga underarter finns listade i Catalogue of Life.